# 流星 (キース・ジャレットのアルバム)
『流星』（りゅうせい、原題：The Mourning of a Star）は、キース・ジャレットが1971年に録音・発表したスタジオ・アルバム。オリジナルLPのカタログ番号は「SD 1596」。

## 背景
ジャレットは1971年7月8日から16日に、デューイ・レッドマン、チャーリー・ヘイデン、ポール・モチアンを従えた「アメリカン・カルテット」により、本作ならびに『誕生』(SD 1612)、『最後の審判』(SD 1673)というアルバム3枚分の録音を行い、本作にはレッドマンを除く3人の演奏した曲が収録された。ただし、「インタールードNO.1」と「インタールードNO.2」は、ジャレット、ヘイデン、モチアンが8月23日に行った別のセッションでの録音である。なお、ジャレットは、これらのセッションを最後にアトランティック・レコードとの契約が終了した。
「オール・アイ・ウォント」は、ジョニ・ミッチェルがアルバム『ブルー』で発表した曲のカヴァーである。

## 評価
スコット・ヤナウはオールミュージックにおいて5点満点中3点を付け「当時の彼は、自分のスタイルを完全に発揮するには至っていないが、その発展途上にあったことは明らかである」と評している。また、ケニー・ワーナーは2011年に『ジャズタイムズ』誌に寄稿した記事において、本作の聴き所として「スタンディング・アウトサイド」と「オール・アイ・ウォント」を挙げ、アルバムの全体像について「極めてメロディックかつハーモニーが心地よい音楽と、極めて冒険的なフリー・インプロヴィゼーションを、しばしば同じ曲の中でも両立させてしまうジャレットの創造性が示された初期の作品である」と評している。

## 収録曲
特記なき楽曲はキース・ジャレット作曲。
1. 曲折の人生 - "Follow the Crooked Path (Though It Be Longer)" - 6:19
2. インタールードNO.3 - "Interlude No. 3" - 1:16
3. スタンディング・アウトサイド - "Standing Outside" - 3:25
4. 生きるものの挽歌 - "Everything That Lives Laments" - 2:17
5. インタールードNO.1 - "Interlude No. 1" - 1:42
6. トラスト - "Trust" - 7:07
7. オール・アイ・ウォント - "All I Want" (Joni Mitchell) - 2:24
8. 君の面影 - "Traces of You" - 5:13
9. 流星 - "The Mourning of a Star" - 9:27
10. インタールードNO.2 - "Interlude No. 2" - 0:55
11. シンパシー - "Sympathy" - 4:40

## 参加ミュージシャン
- キース・ジャレット - ピアノ、ソプラノ・サクソフォーン、リコーダー、スティール・ドラム、コンガ
- チャーリー・ヘイデン - ダブル・ベース、スティール・ドラム
- ポール・モチアン - ドラムス、スティール・ドラム、コンガ